# 金河杞
 金 河杞 （キム・ハギ、김하기、1958年 - ）は韓国の小説家。現在の蔚山広域市出身。

## 略歴
金河杞の初めての作品 ｢生きている墓｣は、自分が経験した獄中体験に基づいて長年懲役に服している人々の問題を描いた小説である。そして『完全な出会い』においても、長期懲役に服している人や時局事犯の苦しみを表している。これらの作品は、都市的であるという指摘もうけたが、社会的にも、文学的にも取り上げられることのない長期懲役に服す人々の問題を知らしめるのに大きく貢献したと評価されている。
長編小説である｢航路のない飛行｣では、1990年代に入り激しく変化していく現実に直面した個人の話で、学生運動とその周辺の人物が経験する彷徨と、そしてそれを克服する過程を扱っている。この作品は、彼の以前の作品とは異なり、若い人々を中心人物として、彼らが親世代の痛ましい歴史を再解釈して自分自身の生き方を確立していく過程を描いている。

## 受賞歴
- 1989年、第１回林秀卿統一文学賞
- 1992年、第10回申東曄創作基金

## 主な作品
- 1990年、『완전한 만남』(完全な出会い)[2]
- 1993年、『항로 없는 비행』(航路のない飛行)
- 1996年、『복사꽃 그 자리』(桃の花、その場所)
- 2007年、『식민지 소년』(植民地の少年)